# 破天慌
《破天慌》（英語：The Happening）是一部2008年美國科幻驚悚片，由奈特·沙馬蘭執導兼編劇，主角是馬克·華伯格及柔伊·黛絲香奈。拍攝2007年8月在費城開始，2008年6月13日在美國正式上映。

## 劇情
故事提及紐約中央公園開始爆發了一場前所未有的恐怖，很多人集體自殺。發病症狀首先會開始胡言亂語，接著失去方向感，最後自殘身亡，且出事地點皆從人多的公園傳出。起初美國官方政府認為是恐怖份子散播毒氣，迅速地災情擴展至整個東北岸。
艾略特摩爾（Elliot Moore，馬克·華伯格飾）是居於費城的理科老師，從學校得知災情後，隨即準備帶著妻子艾瑪摩爾（Alma Moore，柔伊·黛絲香奈飾），以及同事好友朱利安（Julian，約翰·拉奎查莫飾）和其八歲女兒潔西（Jess，阿什琳·桑切斯飾）搭火車離開城市前往哈里斯堡。離開沒多久，費城的利頓豪斯廣場公園即傳出自殺事件，火車也與外界失去聯繫而停駛。眾人滯留於餐廳，電視播報表示排除恐怖攻擊的可能性，朱利安因為與他妻子斷訊，決定回去普林斯頓找她，留下潔西交付給艾略特照顧。
雙方自此分道揚鑣，朱利安搭上前往普林斯頓的便車，且明瞭毒氣是藉由空氣傳播。抵達時看見果樹上吊滿了死人，驚嚇之於眾人趕緊把車窗關閉，但車頂卻破洞，隨後車子往樹幹撞去，唯存活的朱利安走出車外，拿起地上的碎玻璃割腕。艾略特和艾瑪與植物專家夫婦共行，植物專家相信花草樹木是有意識的，且提及它們遭遇危險會散發化學物質來消滅敵人。艾略特和艾瑪起初帶著懷疑，逐漸地開始相信此觀點。
災情擴大，越來越多地方傳出自殺災情，艾略特一行人在一個路口遇到其他逃難車輛，發現所有路線都已不安全。一個美軍士兵建議離開幹道和人多的場所，於是分成兩批人馬以步行橫越郊區草原。士兵帶領大數人在後，艾略特屬另一小群在前，突然間聽到後方傳來槍聲響起，其實便是士兵們遭到感染後開槍自殺的聲響。艾略特明白士兵與其所帶領的人們已遭到毒氣感染。剩下的恐慌之於，在救人與自保的抉擇下，艾略特分析推斷出毒氣機制或許是以人的數量來啟動，在風把毒氣傳來前，他們迅速分成三組各自逃開。艾略特三人與兩個年輕男孩因此所幸逃過一劫，來到一棟無人居住的豪宅尋求食物，但裡頭的物品全是假的，原來只是一棟樣品屋。在離開後，有兩批人群尾隨在後，相會後立刻靜止不動，一人開啟除草機，躺在地上遭除草機輾過。艾略特此時更相信人數是個感染與否的關鍵。
艾略特持續找尋食物，來到一間被釘滿木條的房屋，艾略特希望裡面的人讓他們進去，但屋內的人認為他們會帶著毒氣進來，引起年輕男孩的氣憤敲撞房屋，此時卻被屋內用槍雙雙射殺。僅剩下艾略特、艾瑪和潔西三人，繼續橫跨鄉村，找到一間與世隔絕的破屋。房屋主人瓊斯太太招待他們住宿，逐漸地察覺她似乎有精神上的疾病，且不相信外頭所發生的事。隔日早晨，艾略特誤闖瓊斯太太的房間，瓊斯一氣之下衝出戶外，艾略特追上卻看到在花園中的她似乎遭到感染。艾略特趕緊將屋內門窗關閉，此時卻見瓊斯太太失去理智的用頭敲破窗戶，風整個灌進屋內。
艾略特不見艾瑪與潔西的蹤影，趕緊逃至樓上密室，找到她們在外面倉庫小屋玩耍，利用水管通知艾瑪關閉門窗。在等待期間，兩人利用管道聯繫真情表白，先前的冰釋解除，艾略特最後說要死也要和心愛的人在一起。於是不顧一切地走出戶外，帶著艾瑪和潔西安全地回到屋內，且毫無受到感染。就和先前科學家推測，此災情意外來得突然地快去得也快。
三個月後，艾略特和艾瑪與養女潔西展開新生活。電視報導表示此事件就像紅潮，這只是一個開端的警告，若不加提防大自然終將會再度反撲。但媒體認為樣本數過少，群眾仍是相信是政府的科學實驗外洩所造成。同時，艾瑪驗孕結果確定懷孕，在公寓前等帶艾略特歸來擁抱結束。
畫面來到法國杜樂麗宮公園，與電影開頭紐約中央公園一樣，路人開始出現自殺行為的現象，毒氣惡夢再度捲土重來。

## 演員
- 馬克·華伯格飾艾略特摩爾（Elliot Moore），來自紐約城市的高中理科老師，與艾瑪為夫妻。
- 柔伊·黛絲香奈飾艾瑪摩爾（Alma Moore），艾略特婚姻危機的妻子。
- 約翰·拉奎查莫飾朱利安（Julian），高中數學老師，艾略特的好友。
- 阿什琳·桑切斯飾潔西（Jess），朱利安的女兒。

## 原聲帶
《破天慌》電影原聲帶由詹姆斯·紐頓·霍華作曲，於2008年6月3日推行上市。
曲目
1. "Main Titles" - 2:18
2. "Evacuating Philadelphia" - 2:21
3. "Vice Principal" - 1:56
4. "Central Park" - 2:58
5. "We Lost Contact" - :59
6. "You Can't Just Leave Us Here" - 1:43
7. "Rittenhouse Square" - 1:59
8. "Five Miles Back" - 1:13
9. "Princeton" - 3:06
10. "Jess Comforts Elliot" - 2:31
11. "My Firearm Is My Friend" - 2:59
12. "Abandoned House" - 1:32
13. "Shotgun" - 4:27
14. "You Eyein' My Lemon Drink?" - 4:28
15. "Mrs. Jones" - 1:44
16. "Voices" - 1:36
17. "Be With You" - 3:41
18. "End Title Suite" - 8:36

## 外部連結
- （英文）官方網站
- 互联网电影数据库（IMDb）上《破天慌》的资料（英文）
- 爛番茄上《破天慌》的資料（英文）
- Metacritic上《破天慌》的資料（英文）
- Box Office Mojo上《破天慌》的資料（英文）
- AllMovie上《破天慌》的资料（英文）